# 霍斯劳王朝
霍斯劳王朝 （Chosroid dynasty, Chosroid為喬治亞語： - Khosro[v]ianni一字羅馬化後而得)，也被稱為高加索伊比利亞米哈拉尼德王朝（Iberian Mihranids），是個君主制王朝，後來在第4到第9世紀間，擔任早期高加索伊比利亞王國喬治亞省的統治者。他們有伊朗的米哈拉尼德豪族的血緣，王朝在約公元337年（或者是公元319年/326年）接受基督教作為官方宗教，並在拜占庭帝國和伊朗薩珊王朝兩個強權之間遊走，以保持自己一定程度的獨立性。薩珊王朝在約公元580年廢除薩珊伊比利亞王權之後，這個王朝靠兩個緊密關聯，但有時也相互競爭的王室分支（年長的霍斯劳（Chosroid）和年幼的瓜拉姆（Guaramid））而倖存，最終在9世紀初結束。但在卡赫季的霍斯劳王朝財產由當地貴族家族接管，透過組織區域主教繼承的方式延續到公元11世紀。

## 起源
霍斯劳王朝的統治者來自米哈拉尼德豪族，這個豪族是伊朗七大家族中的一支，與薩珊王朝有遠親關係，王朝的另外兩個分支取得古噶克和加德曼兩個小公國的王位，在這兩個高加索的公國之中，包含有有亞美尼亞、高加索阿爾巴尼亞王國、以及喬治亞三小國並存。 
根據《喬治亞編年史》記載，霍斯劳王朝第一位國王為米里安三世（在位期間公元284年到361年），他能登上大位的原因，是由他的父親安排，通過與伊比利亞公主阿貝舒拉（Abeshura）（最後一位高加索伊比利亞阿薩希德王朝國王阿斯帕古斯一世的女兒）聯姻的結果，喬治亞編年史中稱米里安三世的父親為“Chosroes”，偉大的伊朗君王之意）。喬治亞另一部中世紀編年史 -《卡特利的皈依》，與《喬治亞編年史》中的“國王生平”（Life of the Kings）記載不同，這部卡特利的皈依編年史說米里安三世是國王列夫（Lev）之子，國王列夫為國王阿斯帕古斯一世的繼承人。列夫的身份在其他地方未有資料可證實。

## 王朝早期
實際上，米哈拉尼德家族能登上高加索地區的統治者地位，是呈現在這個區域殘留的安息帝國（阿薩希德王朝）分支已受薩珊王朝征服，前者在亞美尼亞的分支當時在衰落中，而在喬治亞的分支則已滅亡。
霍斯劳王朝的創立者米里安三世作為伊朗的附庸國君王，參加薩珊王朝對抗羅馬帝國的戰事。但在公元299年兩大強權所簽訂的《尼西比斯和約》中，羅馬被承認對喬治亞東部有宗主權，但羅馬人也承認米里安三世為高加索伊比利亞國王。米里安三世迅速適應高加索地區的政治結構變化，並與羅馬建立緊密聯繫。基督教女傳教士尼諾在公元337年（或是前後）讓米里安三世、妻子娜娜（Nana）、和其家人改為信奉基督教後，這種與羅馬的聯繫更為加強。然而薩珊王朝仍繼續與羅馬帝國爭奪對高加索伊比利亞的影響力，並成功把米里安三世的親羅馬繼位者索羅馬希斯二世短暫驅離，而在公元361年扶立親伊朗的阿斯帕古斯二世。羅馬皇帝瓦倫斯於公元370年干預，並恢復索羅馬希斯二世的王位，而阿斯帕古斯二世之子及繼位者米爾達特三世（在位時期約公元365年到380年），被允許保留對王國東部的控制權。然而到公元380年，薩珊王朝協助阿斯帕古斯三世（在位期間公元380年到394年）統一高加索伊比利亞，而把薩珊人在當地的影響力恢復，並讓該國稱臣納貢。羅馬人與伊朗達成公元387年的阿西里森和約之後，明顯承認失去高加索伊比利亞。但基督教會以及部分貴族抵制伊朗在喬治亞東部地區增長影響力，包括抵制伊朗人提倡的祆教，喬治亞字母的發明是傳播基督教義學習的重要手段，也是這場鬥爭中最重要的文化遺產。，霍斯劳王朝的國王身為基督教徒，但仍對伊朗宗主國效忠，直到瓦克唐一世（在位期間約公元447年到522年，他也許是霍斯劳王朝的國王中最受愛戴者，傳統上人們把建立喬治亞現代首都提比里斯的成就歸功於他）於公元482年扭轉政治取向，讓他的國家和教會更加符合當時拜占庭的政策。然後他與亞美尼亞王子瓦丹·馬米科尼安結盟，公開對薩珊王朝發動叛亂，但未能成功，之後過世。

## 王朝後期
瓦克唐一世於公元522年過世後，王族勢力衰落，僅能對高加索伊比利亞行使有限的權力，當地政府由總部位於提比里斯的伊朗總督透過與當地王子的妥協有效地運作。當巴庫里烏斯三世於公元580年去世時，薩珊人抓住廢除君主制的機會，且未遭遇當地貴族的抗拒。瓦克唐一世的後代財產受到剝奪，退守到祖傳的山中堡壘 - 年長的霍斯劳這一支在卡赫季州固守，而年幼的瓜拉姆這一支則在克拉列季和扎瓦赫季固守。後一個分支的家族成員瓜拉姆一世（在位期間公元588年到590年）在公元588年對薩珊人發動叛變，並誓言效忠拜占庭皇帝莫里斯，而被授予庫洛帕拉提斯的尊貴封號（請參考拜占庭政府機構和貴族頭銜)。他以擔任統治首長的身份成功地恢復高加索伊比利亞自治權，這種公元591年在提比里斯簽訂的和平條約中的重新安排為伊朗人所接受，拜占庭和伊朗人均分對這塊土地的影響力。瓜拉姆一世的兒子和繼任者史蒂芬努斯一世，（在位期間約公元590年到627年）轉而向薩珊王朝輸誠，並重新統一高加索伊比利亞，但最終受到拜占庭皇帝希拉克略（在位期間公元610年到641年）的強烈報復，他與可薩人結盟，對高加索伊比利亞採取軍事行動，在公元627年經過一次嚴峻的包圍後攻克提比里斯。希拉克略以剝皮方式將史蒂芬努斯一世處死，所遺留的王位交由在卡赫季省親拜占庭的霍斯劳王朝王子阿但納斯一世（統治期間約公元627年年到637/42年）繼承。
當時的霍斯劳王朝受拜占庭希拉克略的的扶持而奪得大位，因此一直秉持親拜占庭路線，但到斯蒂芬努斯二世（在為期間公元637/642年到約650年）在位時，被迫向阿拉伯人的倭馬亞王朝稱臣納貢，後來這哈里發國終於成為具有支配地位的區域大國。在阿但納斯二世（在位期間約公元650到684年）死後，與之競爭的年幼的瓜拉姆這一支的 瓜拉姆二世（在位期間公元684年到約693年）奪回權力，年長的霍斯劳這一支再次撤回卡赫季省的封地，當地統治者卡赫季的阿奇爾，在公元786年在阿拉伯人手中殉難，成為格魯吉亞正教會的聖徒。卡赫季的阿奇爾死後，他的長子卡赫季的約翰（卒於公元799年）被疏散到西部喬治亞由拜占庭人統治的科爾基斯地區，而他的小兒子卡赫季的約瑟（在位期間公元786年到約807年）則留在卡赫季省，並迎娶拉塔夫里，拉塔夫里為阿達納斯親王之女，阿達納斯的先人是喬治亞的巴格拉季昂王朝王族。
年幼的瓜拉姆這一支在公元786年滅亡，而年長的霍斯劳這一支則多存活二十年。當卡赫季的約瑟約在公元807過世，這一支也就消亡。在卡赫季的霍斯劳王朝財產被當地貴族家族接管，這些家族透過組織區域主教繼承的方式延續到公元11世紀，而年幼的瓜拉姆這一支的莊園則轉給巴格拉季昂王朝的族人親戚。

## 書目
- Bardakjian, Kevork; La Porta, Sergio. . BRILL. 2014  [2021-07-27]. ISBN 978-9004270268. （原始内容存档于2021-07-27）.
- Yarshater, Ehsan, ed., The Cambridge History of Iran, Volume 3: The Seleucid, Parthian and Sasanid Periods （页面存档备份，存于） (1983), Cambridge University Press, ISBN 978-0521200929.
- Charles Allen Burney, David Marshall Lang. (1971). The peoples of the hills: ancient Ararat and Caucasus. Weidenfeld and Nicolson (original from the University of Michigan).
- Hussey, Joan M. (编). . Cambridge: Cambridge University Press. 1966  [2021-07-27]. （原始内容存档于2021-07-27）.
- Lenski, Noel. . University of California Press. 2003  [2021-07-27]. ISBN 978-0520928534. （原始内容存档于2021-07-27）.
- Pourshariati, Parvaneh. . I.B. Tauris. 2008: 44. ISBN 978-1845116453.
- Rapp, Stephen H. . Peeters Publishers. 2003  [2021-07-27]. ISBN 978-9042913189. （原始内容存档于2021-07-27）.